# Area naturale marina protetta Porto Cesareo
L'area naturale marina protetta Porto Cesareo è un'area marina protetta della regione Puglia istituita nel 1997 con il Decreto 12 dicembre 1997 del Ministero dell'Ambiente.
Occupa una superficie di 16.654 ha nella provincia di Lecce.

## Territorio

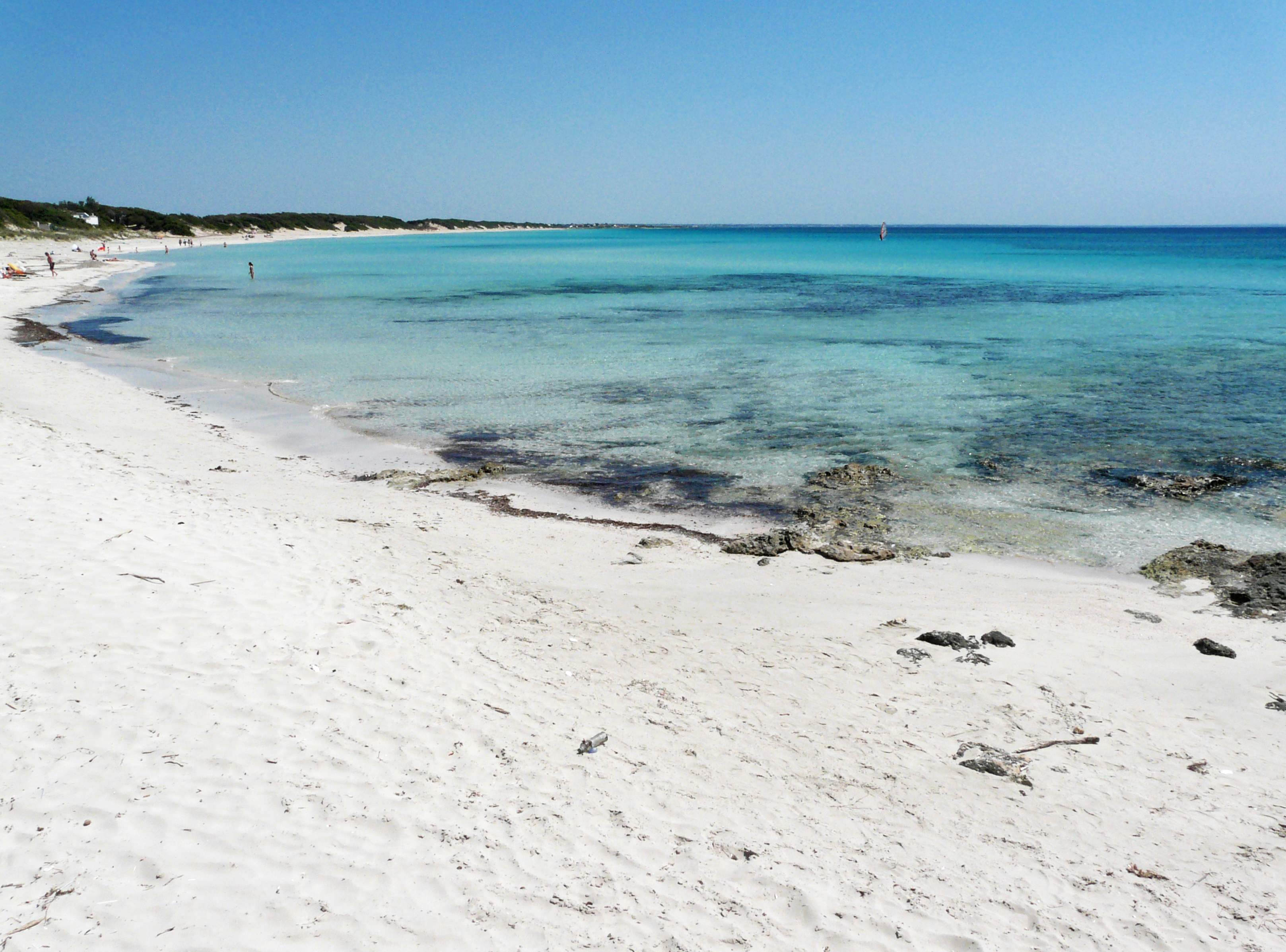
La spiaggia di Punta Prosciutto

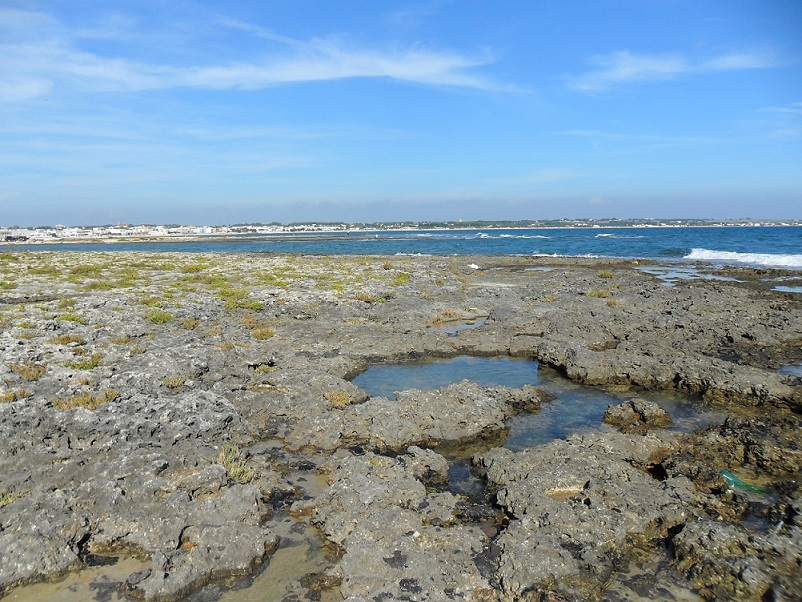
La scogliera di Torre Lapillo

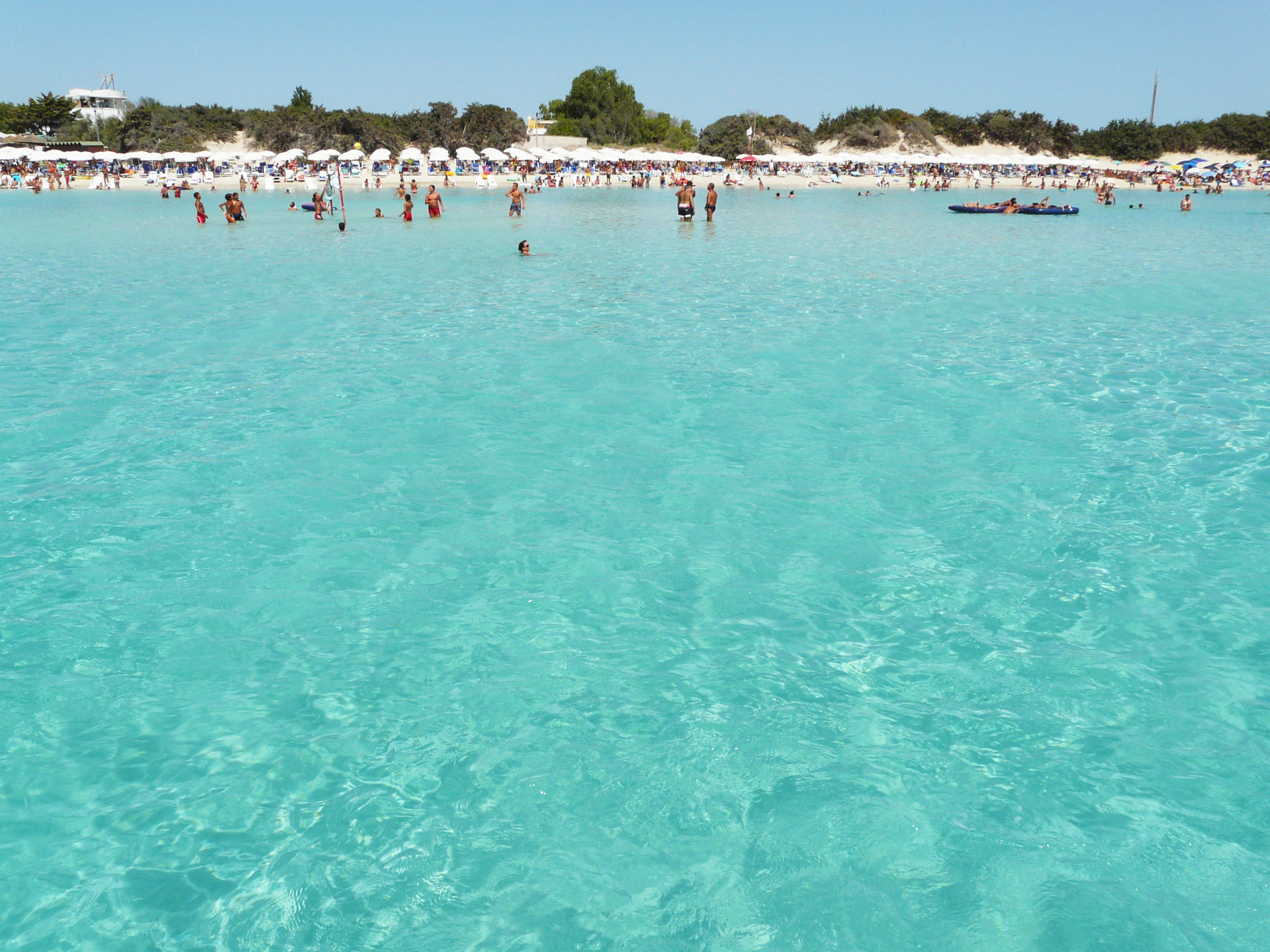
La spiaggia di Porto Cesareo

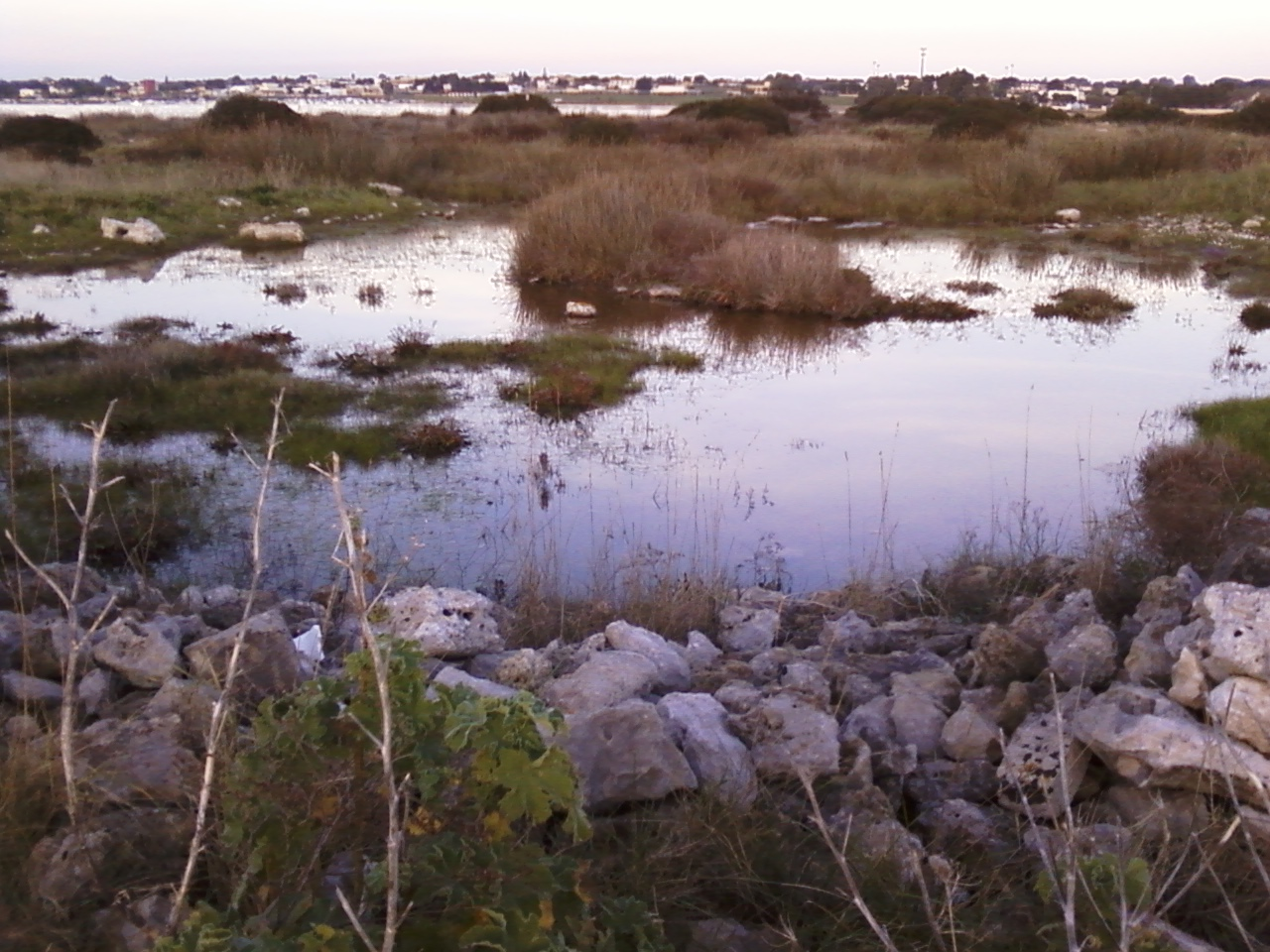
Palude sulla penisola della Strea

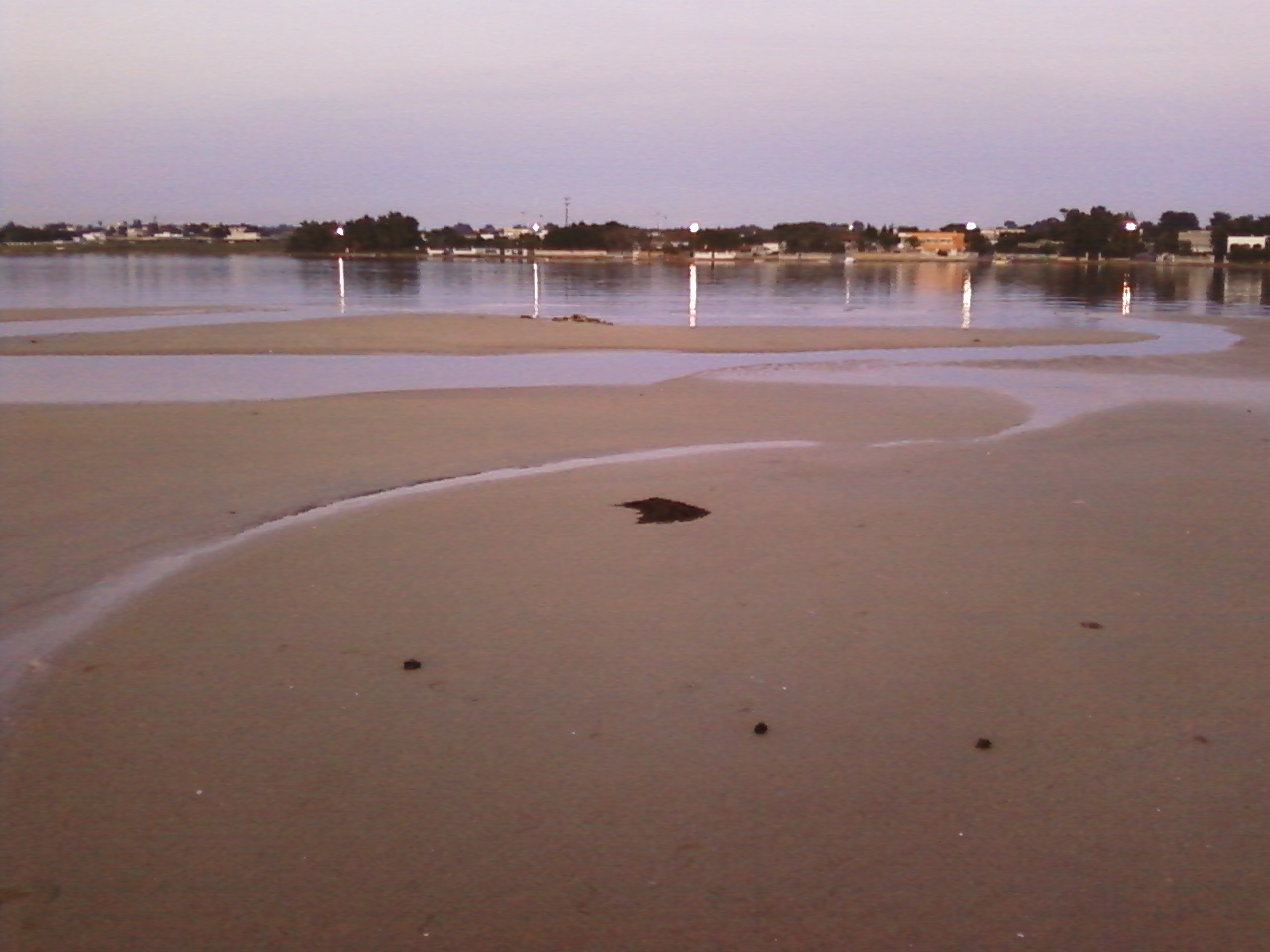
Vista dalla Strea verso Porto Cesareo a NE

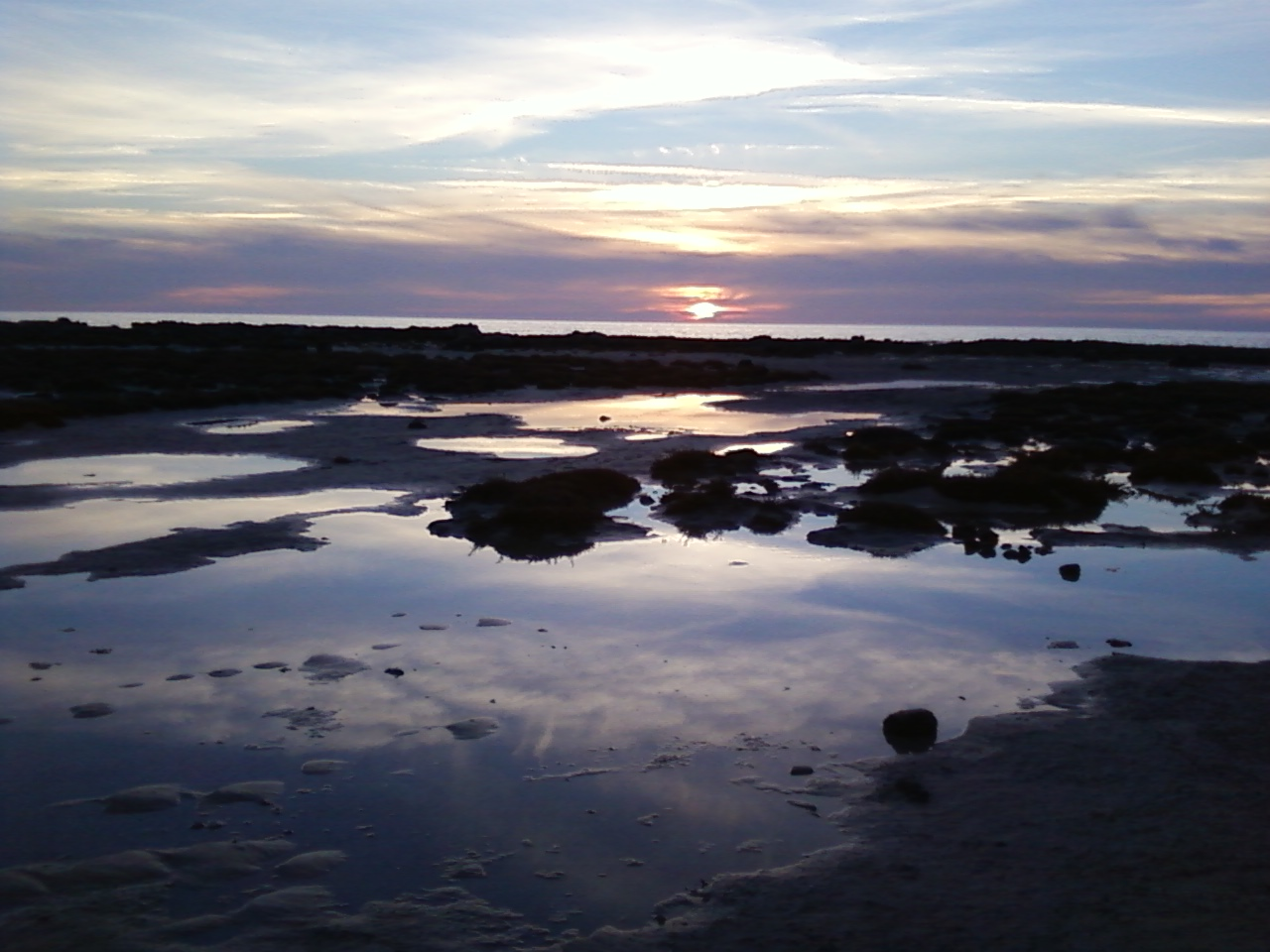
Vista dalla Strea verso il mar aperto a SO

È delimitata da Punta Prosciutto a nord e da Torre Inserraglio a sud e si estende fino a 7 kilometri dalla costa.
L'AMP Porto Cesareo, istituita con Decreto del Ministero dell'Ambiente del 12/12/97, pubblicato sulla G.U. n. 45 del 24 febbraio 1998, con i suoi 16.654 ettari di superficie marina tutelata, è la terza per estensione in Italia. I 32 km di costa della riserva ricadono nei due comuni di Porto Cesareo e di Nardò, entrambi della provincia di Lecce. Il tratto di litorale ionico che delimita l'AMP di Porto Cesareo è caratterizzato da una linea di costa molto varia e dai contorni frastagliati, limitata a nord da Punta Prosciutto e a sud da Torre dell'Inserraglio.
Da Punta Prosciutto a Porto Cesareo la costa si articola in cale sabbiose alternate a tratti di scogliera bassa con affioramenti di acque freatiche e presenza di bacini retrodunali. Da Punta Prosciutto a Torre Lapillo si estende il litorale di “Lido degli Angeli” caratterizzata da dune alte fino a 6/7 metri e sabbia chiara.
L'area marina protetta si divide in tre zone a diverso regime di protezione:
- Zona A: Riserva integrale. è il cuore della riserva, in cui è vietata qualunque tipo di attività ad eccezione della ricerca scientifica.
- Zona B: Riserva generale è una porzione di A.M.P. in cui è consentita la pesca professionale con attrezzi selettivi previa autorizzazione da parte del soggetto gestore. In Zona B, inoltre, sono permesse la balneazione, le attività subacquee compatibili con la tutela dell'ambiente naturale, l'accesso e la navigazione delle imbarcazioni autorizzate ad una velocità inferiore ai 10 nodi.
- Zona C: Riserva parziale. funge da “cuscinetto” tra l'area soggetta a vincoli e l'area esterna all'AMP. In Zona C sono consentite tutte le attività permesse in Zona B, ed in più l'ancoraggio ad apposite strutture, e la pesca sportiva, con l'eccezione della pesca subacquea in apnea.

## Fauna
- Airone cinerino
- Cavaliere d'Italia
- Garzetta
- Marzaiola
- Ardea purpurea
- Porzana porzana
- Gallinula chloropus
- Gallinago gallinago
- Sterna sandvicensis
- Sterna albifrons
- Ixobrychus minutus
- Circus aeruginosus
- Circus pygargus
- Ardeola ralloides
- Alcedo atthis
- Botaurus stellaris
- Elaphe quatuorlineata
- Caretta caretta

## Flora
- Mirto
- Timo
- Lentisco
- Ginepro coccolone
- Steppe salate
- Praterie mediterranee con piante erbacee alte e giunchi
- Perticaia costiera di ginepri
- Pascoli inondati mediterranei
- Erbari di posidonie
- Erba stella
- Cisto villoso e Cisto marino
- Ammofila
- Giglio di mare
- Poligono delle sabbie
- Gramigna delle spiagge
- Calcatreppola delle sabbie
- Soldanella di mare
- Petuini d'Italia
- Papavero delle sabbie
- Ravastrello
- Finocchio marino
- Euforbia delle spiagge

## Isole maggiori
- Isola dei conigli di Porto Cesareo
- Isola della Malva
- Isola della testa